# Felsőidecs
Felsőidecs (románul: Ideciu de Sus, németül: Ober-Eidisch ) falu Romániában, Maros megyében. Közigazgatásilag Alsóidecs községhez tartozik.

## Fekvése
A Maros bal partján fekszik, kb. 400 m-es tengerszint feletti magasságban, Szászrégentől 10 km-re északkeletre.

## Története
1332-ben Felydech néven említik először, a települést azonban valószínűleg még a 13. század elején alapították szász telepesek.
Lakossága a reformáció idején felvette a lutheránus vallást.
A falu a trianoni békeszerződésig Maros-Torda vármegye Régeni felső járásához tartozott. A második bécsi döntést követően a település újra visszakerült Magyarországhoz, de a második világháborút követően ismét Románia része lett. 1944-ben a falu német lakosságának nagy része Németországba menekült.

## Lakossága
1910-ben 916 lakosa volt, melyből 799 német, 61 magyar, 50 cigány és 6 román volt. 
2002-ben 757 lakosából 566 román, 125 cigány, 39 magyar, 27 német volt.